# Heli-Sport CH-7
El Cicaré CH-7 y el Heli-Sport CH7 son una serie de helicópteros de kit ultraligeros, basados en un diseño argentino monoplaza de finales de la década de 1980. Fue más tarde desarrollado a una versión tándem de dos plazas, y permanece en producción. 

## Diseño y desarrollo
En 1989 EliSport, que luego se convirtió en Heli-Sport en 1997, compró los derechos del Cicare CH-6, un pequeño helicóptero monoplaza con cabina abierta diseñado en Argentina por Augusto Cicaré. Fue desarrollado por  Josi y Claudio Barbero y, con la ayuda del diseñador de automóviles deportivos, Marcello Gandini quien produjo una cabina nueva, cerrada, comercializado desde 1992 como CH-7 Angel. Su éxito comercial condujo a una versión tándem de dos plazas con una cabina extendida y un motor más grande, nombrado CH-7 Kompress y, en 2005, con mejoras adicionales designado como CH-7 Kompress Charlie.
La serie ultraligera CH-7 propulsada por motor de pistones utiliza el diseño tradicional "penny-farthing" con rotor principal y de cola de dos palas. El rotor principal está formado de materiales compuestos y es un , diseño semi-rígido con 6° de giro. El rotor de cola es de aluminio. El fuselaje tiene una cabina transparente de fibra de vidrio construida en un marco de tubos de acero, que se abre hacia adelante.  El marco de acero también lleva el motor, semi-expuesto en la parte de atrás y conectado al eje del rotor principal por una transmisión por correa. Un brazo extendido de aluminio delgado, reforzado por un par de puntales largos que se conecta con la parte baja del marco del fuselaje, lleva el rotor de cola y las aletas. La aleta superior finaliza en un plano de cola corto horizontal, que a su vez tiene aletas más pequeñas en sus puntas, y la aleta inferior termina con un patín de cola. El CH-7 utiliza un tren de aterrizaje simple de aluminio, el cual puede ser equipado con pequeñas ruedas para su manejo en tierra o con flotadores inflables de múltiples tubos para vuelos sobre el agua. En esta última forma el CH-7 es llamado Mariner. El Kompress Charlie tiene los patines de aterrizaje carenados, hechos de fibra de carbono de cuerda ancha.
El Kompress y el Kompress Charlie se venden en kit para ser ensamblados en casa, el fabricante cita un tiempo de ensamblaje de 200 horas. Un kit de ensamblaje rápido, con más componentes pre-ensamblados, requerirían de 85 horas.
La serie Kompress puede equiparse con un gancho para levantar cargas de hasta 100 kg (220 lb), o equiparse con barras de rociamiento para trabajo agrícola.

## Historia operacional
120 unidades de Angel fueron construidas entre 1992 y 1997, seguidos por 215 Kompress y Kompress Charlie hasta mayo de 2009. Hacia mediados del 2009 las variantes de Kompress habían registrado más de 30,000 horas de vuelo con propietarios en 15 países. Hay distribuidores en la República Checa, Francia, Italia y Polonia.
En 2007 el CH-7 ganó el Campeonato Italiano de Helicópteros. Obtuvo el 3.er lugar en los Juegos Aéreos Mundiales de 2009.

## Variantes

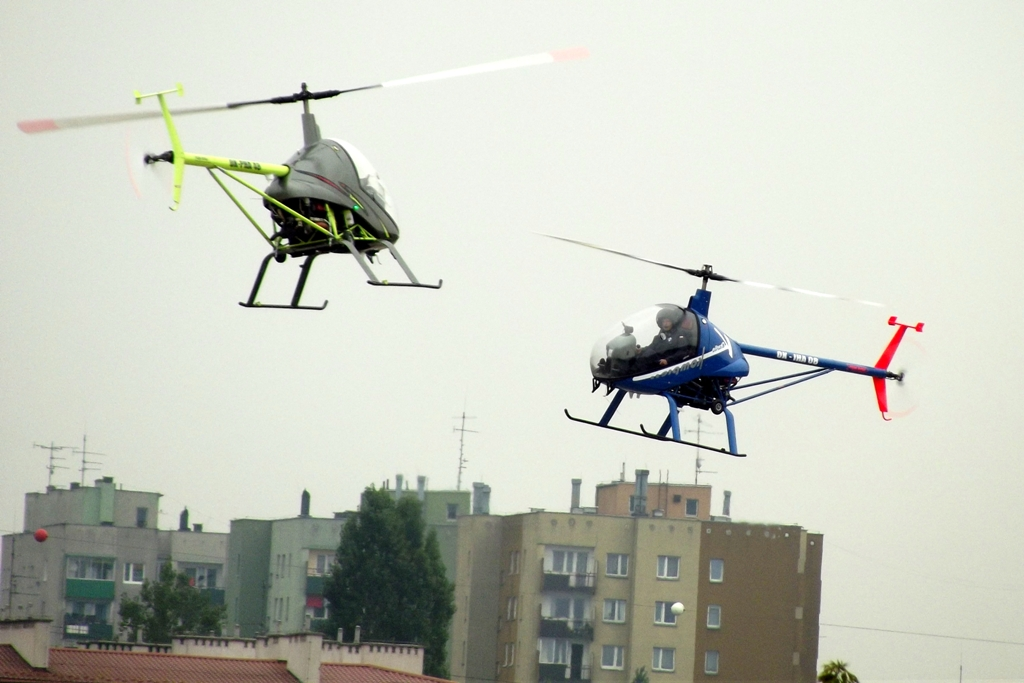
Małopolska, Kraków-Czyżyny.

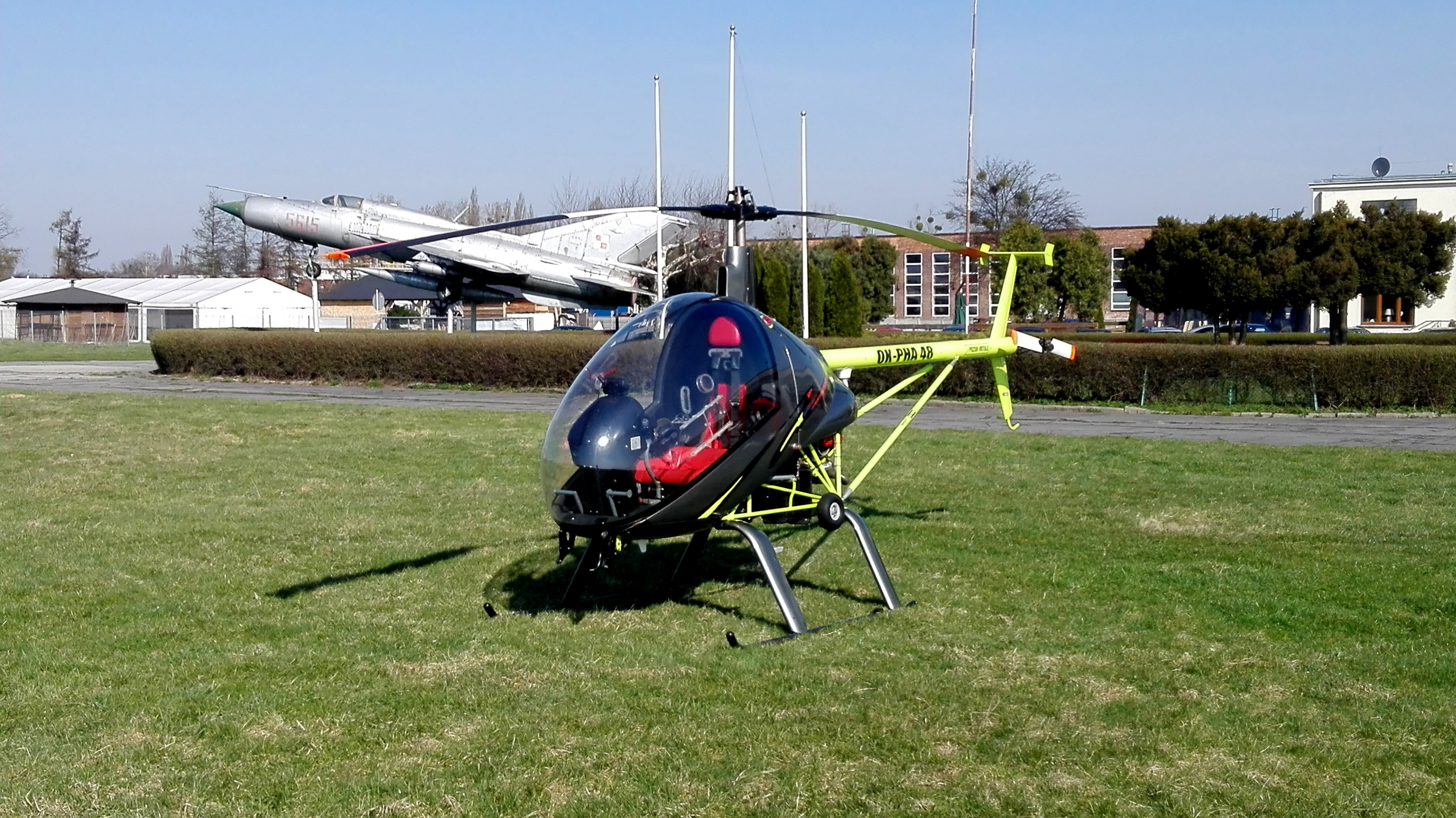
Heli-Sport CH-7 Kompress OK-PHA 48

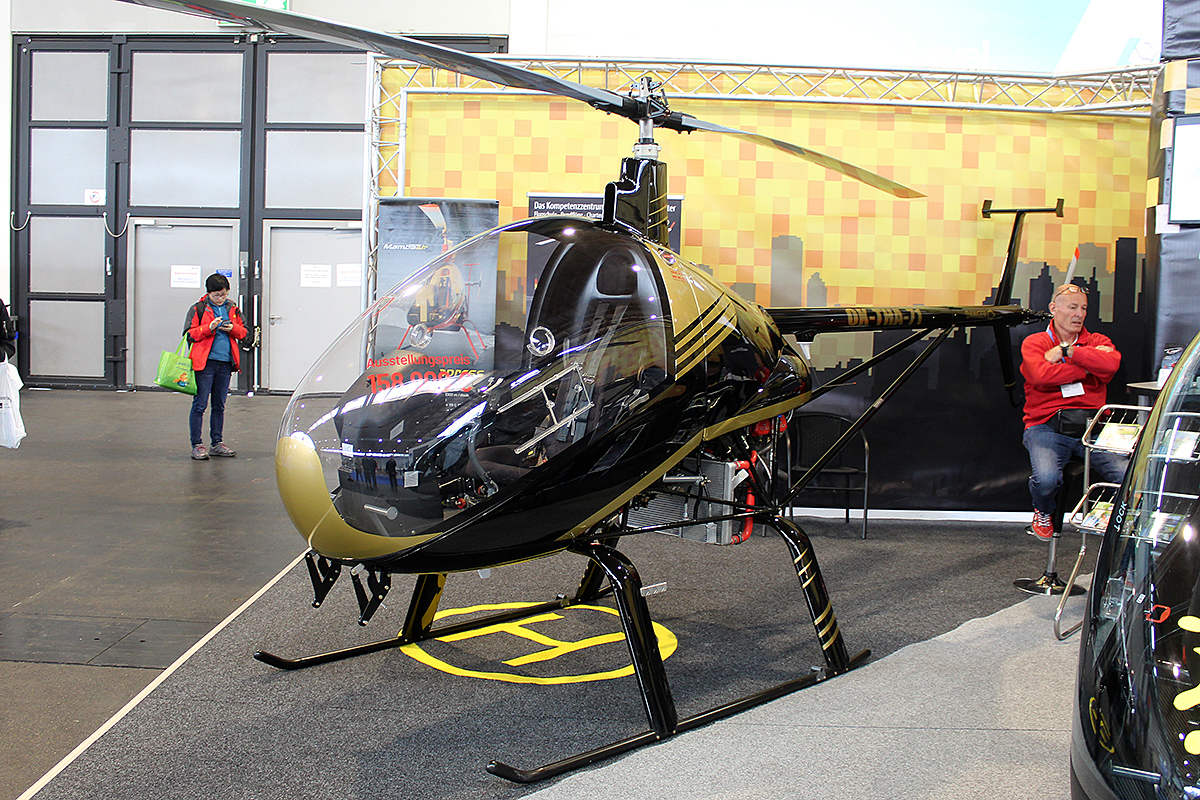
Heli-Sport CH-7 Kompress Charlie

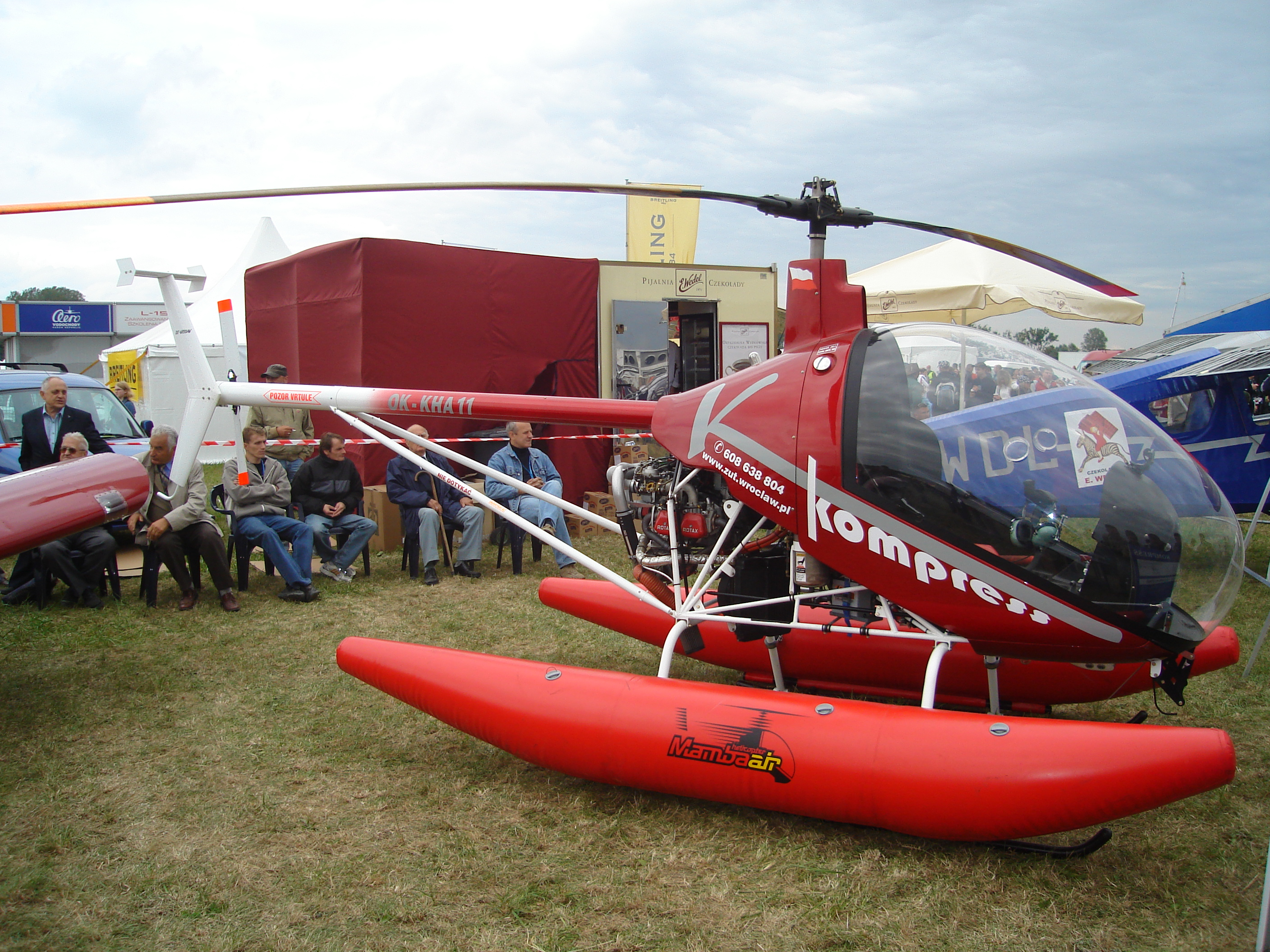
CH-7 Mariner en el Radom Air Show, 2007

Información de Jane's All the World's Aircraft 2010 y del sitio web del fabricante.
CH-7 Angel
CH-6 con cabina nueva, cerrada, propulsado por un motor de 48 kW (64 hp) Rotax 582UL UL o por un motor de 60 kW (80 hp) Rotax 912 UL. Primero comercializado en 1992, pero los kits (2010) ya no están disponibles.
CH-7 Kompress
Versión biplaza tándem, con cabina alargada y motor de114 hp (85 kW) Rotax 914. Aún disponible, actualizable a un Kompress Charlie estándar.

CH-7 Kompress Charlie
Desarrollo en 2005 de Kompress con mayor capacidad de combustible, cubiertas del motor de fibra de carbono, sección aerodinámica en el tren de aterrizaje. Vibración reducida y la velocidad y rendimiento a grandes altitudes mejoradas.
CH-7 Mariner
Versión con flotadores inflables, 15 kg (33 lb) más pesado.
CH-7B Spirit
Versión de diseño evolutivo, propulsado por motor Rotax 912S de cuatro cilindros, enfriado por aire y líquido, ciclo de cuatro tiempos, ignición doble 100 hp (75 kW). En producción desde 2011 por Cicaré SA de Argentina.
CH-7T Spirit Tándem
Versión propulsada por un motor Rotax 914 de cuatro cilindros, enfriado por aire y líquido, ciclo de cuatro tiempos, ignición doble 115 hp (86 kW). En producción como 51% kit y como aeronave lista para volar en 2015 por Cicaré SA de Argentina.

## Especificaciones (Kompress Charlie, especificación europea)
Información de Jane's All the World Aircraft 2010/11
Características Generales
- Tripulación: Uno
- Capacidad: Un pasajero
- Longitud: 7.05 m (23 ft 2 in) en general, rotores girando; longitud del fuselaje 5.31 m (17 ft 5 in)
- Altura: 2.35 m (7 ft 9 in)
- Peso en vacío: 275 kg (606 lb)
- Peso máximo de despegue: 450 kg (992 lb)
- Capacidad de combustible: 60 L (15.8 US gal, 13.2 Imp gal) utilizables en estándar, además de 19 L (5.0 US gal, 4.2 Imp gal) en un tanque auxiliar opcional.
- Planta de energía: 1 × Rotax 914, 84.6 kW (113.5 hp)
- Diámetro del rotor principal:  6.20 m (20 ft 4 in)

Desempeño
- Velocidad crucero: 160 km/h (99 mph, 86 kn)
- Nunca exceder de: 192 km/h (119 mph, 104 kn)
- Rango: 480 km (300 mi, 260 nmi) con carga estándar de combustible
- Duración: 3 hr
- Techo de servicio: 5,000 m (16,000 ft); techo sin efecto suelo es de 2,500 m (8,200 ft)